# Canton de Billigheim
Le canton de Billigheim est un ancien canton français du département du Bas-Rhin. Il avait pour chef-lieu Billigheim.

## Géographie
Il était délimité au nord par le canton de Landau ; à l'ouest par celui de Bergzabern ; au sud-ouest, par celui de Wissembourg ; au sud-est et à l'est, par celui de Candel.

## Histoire
Avant sa réunion à la France, son territoire appartenait à l'électeur palatin ; à l'exception de la commune de Mühlhoffen, qui appartenait au duc de Deux-Ponts.

## Composition
En 1801, il était composé de 11 communes : Appenhoffen, Billigheim, Clingen, Erlenbach, Heuchelheim, Ilbesheim, Maertzheim, Mühlhoffen, Rohrbach, Steinweiler et Volmersheim.

## Démographie
| Année   | Population |
| ------- | ---------- |
| an VI   | 7 126      |
| an VIII | 6 814      |